# Emancipatio
La emancipatio è quel fenomeno giuridico risalente al diritto privato romano sulla base della quale un soggetto alieni iuris e precisamente il figlio legittimo del pater familias otteneva l'estinzione del rapporto di patria potestas diventando a tutti gli effetti un soggetto sui iuris e acquisendo tutti i diritti previsti dallo ius civile così come riconosciuti ai soggetti pienamente capaci di agire.

## Descrizione
L'istituto fu riconosciuto dalle XII tavole che prevedevano un particolare regime per la sua attuazione: l'emancipazione si basava sul fenomeno della manomissione, ed in particolare il pater familias vendeva il figlio che si voleva emancipare ad un "compare" che lo manometteva facendolo diventare tecnicamente libero. Il diritto civile stabiliva però che costui, una volta manomesso, ritornasse nuovamente nella condizione di sottoposto alla patria potestà del padre. Il diritto civile si inserì in tale fenomeno giuridico stabilendo che il figlio non poteva essere venduto per più di tre volte, e alla terza manomissione diventasse sui iuris.
C'è da sottolineare che la prassi impose che il figlio non venisse manomesso per la terza volta dal compare, ma ciò venisse fatto dal pater che acquisiva così i diritti di patronato, classici del rapporto servo-padrone.
A partire dal periodo post-classico ci fu una semplificazione dell'istituto i cui effetti erano raggiunti tramite rescritto imperiale; con Giustiniano, caduto in disuso ormai il vecchio formalismo, l'emancipazione avveniva sia per rescritto imperiale che con atto davanti al giudice o ad un funzionario. Non esisteva un limite temporale base per il diritto ad essere emancipato, pur tuttavia le costituzioni imperiali imposero il dovere al padre di emancipare il figlio in casi particolari, sviluppando lentamente la prassi di emancipare il figlio al venticinquesimo anno di età.
| Controllo di autorità | Thesaurus BNCF 69897 · BNF (FR) cb13193376d (data) |